# Вардаблур (Арагацотн)
Вардаблур (арм. Վարդաբլուր) — село на севере Арагацотнской области, Армения. 
Современное название носит с 1950-го года. 
Село расположено впритык к юго-восточной части одноимённой горы высотою в 2376 м и практически сливается с горою. Село расположено в 55 км к северу от Аштарака, в 17 км к северо-западу от Апарана, в 35 км к востоку от Артика и в 24 км к югу от Спитака. В 5 км к востоку расположено село Алагяз, с которым соединяет асфальтированная дорога. Село Алагяз расположено на транспортной развязке, от которого идут три трассы: на юго-восток (в Ереван, Аштарак и Апаран), на север (в Ванадзор и Спитак) и на юго-запад (в Гюмри, Артик и Маралик).
22 июля 2009 года в районе 19:00 в ряде селений, в том числе и в Вардаблуре прошел град, нанесший урон посевным площадям. Размеры ущерба уточняются.